# کیدی، ایرلند شمالی
کیدی (به انگلیسی: Keady) یک روستا در ایرلند شمالی است که در شهرستان آرما واقع شده‌است. کیدی ۳٬۰۳۶ نفر جمعیت دارد.